# Santhomyza
Genre
Santhomyza est un genre d'insectes diptères de la famille des Anthomyzidae.

## Liste d'espèces
Selon BioLib (23 avril 2019) :
- Santhomyza bezzii (Czerny, 1902)
- Santhomyza biseta Roháček & Báez, 1988
- Santhomyza inermis Roháček, 1984